# Pidonia dentipes
Pidonia dentipes là một loài bọ cánh cứng trong họ Cerambycidae.